# Манджурия
Манджурия (на манджурски: Manju, на традиционен китайски: 滿洲, на опростен китайски: 满洲, на пинин: Mǎnzhōu; на монголски: Манж) е голям историко-географски регион в Североизточна Азия. В зависимост от определението за обхвата на територията Манджурия е изцяло част от Китай или е разделена между Китай и Русия.
Манджурия е родина на манджурите, откъдето идва и името ѝ. През 17 век манджурите завземат и управляват Китай до рухването на династията Цин през 1911 г.
Територията бива окупирана от японската Квантунска армия през Втората световна война.